# Boekenschorpioen
De boekenschorpioen (Chelifer cancroides), vroeger ook mijtenwolf genoemd, is een bastaardschorpioen die tot de familie Cheliferidae behoort. Het is in Midden-Europa een veelvoorkomende soort en komt er onder ander voor in de leefomgeving van mensen. Hier leeft hij onder andere van parasieten als stofluizen en huisstofmijten. De enkele millimeters grote spinachtige is voor de mens volkomen onschadelijk daar zijn klauwen de menselijke huid niet kunnen doordringen.

## Uiterlijke kenmerken
De boekenschorpioen heeft voor een bastaardschorpioen een relatief gemiddelde lichaamslengte: tussen de 2,5 en 4,5 millimeter. De kleur varieert van licht- tot donkerbruin. De kleine kop en het borststuk vormen samen een geheel, het kopborststuk geheten. Deze gaat zonder vernauwing peervormig in het platte achterlijf over. Over de gegroefde rugplaten van het achterlijf loopt in het midden een dunne, lichter gekleurde lijn. De cheliceren (monddelen) zijn weinig ontwikkeld, maar de schaardragende pedipalpen zijn relatief lang. Met name het femur is aanmerkelijk langer dan die bij de meeste verwante soorten. De boekenschorpioen kan even goed vooruit als achteruit lopen.

## Verspreiding en levenswijze
De boekenschorpioen komt het talrijkst voor in Centraal-Europa, maar kan over de hele wereld worden aangetroffen. Mogelijk heeft de soort deze verspreiding te danken aan de overdracht door mensen. In Nederland is het de bekendste vertegenwoordiger van de bastaardschorpioenenfamilie.

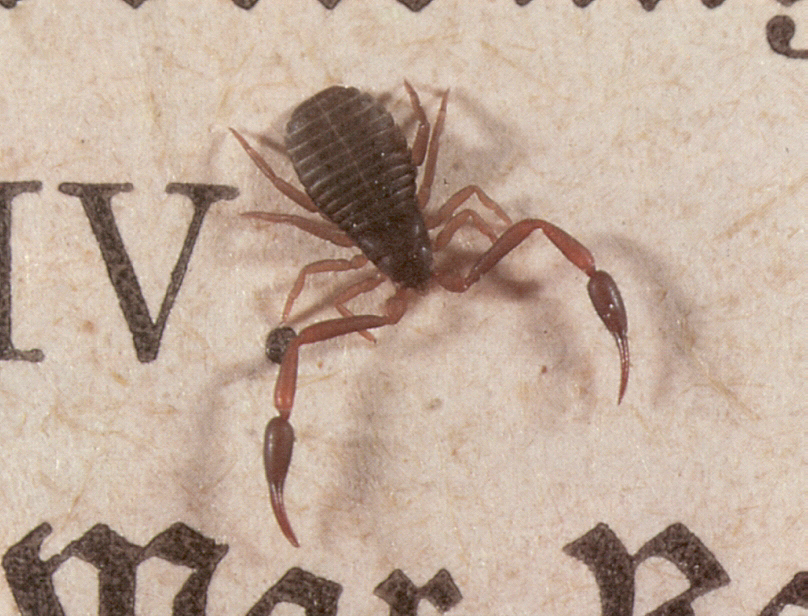
De boekenschorpioen heeft een voorkeur voor droge en goed verborgen plaatsen, zoals in boeken.

In de natuur is de boekenschorpioen te vinden onder het schors van dode naaldbomen en in bijenkorven en oude vogelnesten. Hij heeft een voorkeur voor droge plaatsen waar hij zich eenvoudig kan verbergen. Dit is de reden dat hij vaak wordt aangetroffen in bijvoorbeeld woonhuizen en schuren, maar ook bibliotheken, musea en herbaria. Hier verschuilt hij zich achter los behang, in boeken of andere droge plaatsen. Om te rusten of te overwinteren weeft de boekenschorpioen een omhulsel van vijf tot zeven millimeter met spinsel afkomstig uit klieren in de cheliceren.
De boekenschorpioen leeft van kleine geleedpotigen, zoals stofluizen, springstaarten, bedwantsen, mijten en teken. Deze worden met de pedipalpen gegrepen, waarop middels een gifklier op de schaarvinger gif wordt geïnjecteerd. Nog voordat het gif zijn werk heeft gedaan bijt de boekenschorpioen een gat in de lichaamswand van zijn prooi en pompt hij maagsappen in het lichaam, dat vervolgens weer wordt uitgezogen. Gewoonlijk blijft het grootste deel van het omhulsel intact.

## Voortplanting en ontwikkeling
Mannetjes en vrouwtjes zijn onderling moeilijk te onderscheiden daar alleen de in het lichaam verborgen geslachtsorganen verschillen. Voor de paring vindt een baltsritueel plaats, waarbij het mannetje al zigzaggend het vrouwtje benadert terwijl hij zijn scharen heen en weer beweegt. Wanneer het vrouwtje niet beweegt nadert het mannetje en produceert uit zijn achterzijde een spindraad met een druppel sperma, die hij op de grond legt. Vervolgens pakt hij het vrouwtje met zijn pedipalpen en manoeuvreert haar genitale opening bovenop dit zaadpakket (spermatofoor).
Het vrouwtje draagt de eieren in een aparte broedzak op haar buik die bestaat uit uitgeharde vloeistoffen uit klieren op haar achterlijf. Zij voedt de embryo's met voedingssappen uit haar eigen lichaam. De pas uitgekomen juvenielen worden protonimfen genoemd. Pas na de eerste vervelling begint het feitelijke nimfestadium, de jonge dieren worden nu deutonimfen genoemd. Na een tweede vervelling start het tritonimfstadium aan en na een derde vervelling zijn de dieren volwassen. Dit hele ontwikkelingsproces neemt enkele weken in beslag.